# سفارة أذربيجان في باكستان
سفارة أذربيجان في باكستان هي أرفع تمثيل دبلوماسي لدولة أذربيجان لدى باكستان. تقع السفارة في إسلام آباد وهي تهدف لتعزيز المصالح الأذربيجانية في باكستان.

## وصلات خارجية
- الموقع الرسمي
- قائمة سفارات أذربيجان
- قائمة السفارات في باكستان